# WASP-17
WASP-17 é uma estrela de classe F na constelação de Scorpius, com uma magnitude aparente visual de 11,5. De acordo com dados de paralaxe, do terceiro lançamento do catálogo Gaia, está localizada a uma distância de aproximadamente 1 320 anos-luz (400 parsecs) da Terra. Em 2009, foi descoberto um planeta extrassolar Júpiter quente por trânsito em uma órbita retrógrada ao redor da estrela.

## Características
WASP-17 já foi classificada com um tipo espectral de F6 ou F4, e é uma estrela evoluída mais brilhante que uma típica estrela da sequência principal. Modelos evolucionários indicam que esta estrela tem uma massa de aproximadamente 1,29 vezes a massa solar e expandiu-se para um raio 1,58 vezes superior ao raio solar, com uma idade de 2,7 bilhões de anos. A temperatura efetiva de sua fotosfera já foi estimada entre 6 500 e 6 650 K, dando à estrela a coloração branco-amarela típica de estrelas de classe F. A metalicidade de WASP-17 parece ser um pouco menor que a solar, com estimativas de sua abundância de ferro variando entre 56% da solar ([Fe/H] = -0,25) e 95% da solar (Fe/H] = -0,02). Sua velocidade de rotação projetada, determinada diretamente da observação do trânsito do planeta, é de 10 km/s.
| Massa (M☉)    | Raio (R☉)          | Temperatura efetiva (K) | Metalicidade ([Fe/H]) | Ref.  |
| ------------- | ------------------ | ----------------------- | --------------------- | ----- |
| 1,20 ± 0,12   | 1,38+0,20 −0,18    | 6550 ± 100              | -0,25 ± 0,09          | [ 3 ] |
|               | 1,579+0,067 −0,060 | 6650 ± 80               | -0,19 ± 0,09          | [ 4 ] |
| 1,306 ± 0,026 | 1,572 ± 0,056      |                         |                       | [ 9 ] |
|               |                    | 6500 ± 75               |                       | [ 2 ] |
| 1,286 ± 0,079 | 1,583 ± 0,041      | 6550 ± 100              |                       | [ 6 ] |
|               |                    | 6509 ± 86               | -0,02 ± 0,09          | [ 7 ] |

## Sistema planetário
Em 2009, foi descoberto pelo projeto SuperWASP um planeta extrassolar em trânsito orbitando esta estrela, denominado WASP-17b. Sua órbita tem um período curto de 3,735 dias e está inclinada em 86,7° em relação ao plano do céu. Inicialmente, os dados indicavam uma excentricidade orbital considerável de 0,13, mas observações mais recentes mostraram que a órbita é circular.
Esse planeta é um Júpiter quente com uma massa de 48% da massa de Júpiter a uma distância de apenas 0,051 UA da estrela. O trânsito do planeta tem duração de 4,3 horas e apresenta uma curva de luz bastante profunda, com uma diminuição de 1,7% no brilho total da estrela. Isso indica que o planeta é muito grande, com um raio de 1,93 vezes o raio de Júpiter, correspondendo a uma baixa densidade de 0,08 g/cm3. Em 2012, ele era o maior planeta conhecido. Esse fenômeno de inflação no raio planetário devido à alta irradiação estelar é observado em vários Júpiteres quentes, principalmente em torno de estrelas quentes de classe F, e permanece um desafio aos modelos teóricos de física planetária.
Observações infravermelhas a 4,5 e 8 µm pelo Telescópio Espacial Spitzer detectaram diminuição de 0,2% no brilho do sistema durante o eclipse secundário, quando o planeta passa atrás da estrela. Isso indica que o planeta é quente e emite energia termal significativa, com uma temperatura efetiva estimada em 1881 ± 50 e 1580 ± 150 K pela emissão a 4,5 e 8 µm respectivamente. Esses valores são consistentes com um baixo albedo e uma eficiente recirculação de energia entre o lado iluminado e o escuro do planeta, já que sua temperatura de equilíbrio calculada para essas condições é de 1771 ± 35 K.
Quando um planeta passa na frente de uma estrela em rotação, ele bloqueia parte da luz da estrela se afastando e se aproximando do observador, causando uma aparente mudança na velocidade radial da estrela durante o trânsito. Esse fenômeno, conhecido como efeito Rossiter–McLaughlin, foi usado para mostrar que WASP-17b orbita sua estrela de forma retrógrada, na direção oposta à de rotação estelar, com um ângulo de cerca de 150° entre o plano da órbita e o eixo de rotação estelar. Isso significa que o planeta provavelmente evoluiu para sua posição atual por interações gravitacionais com um segundo planeta ou estrela no sistema. Acredita-se que todos os Júpiteres quentes foram originalmente formados distantes de suas estrelas, depois da linha do gelo, e migraram para perto por algum tipo de interação com o gás ou poeira circunstelar ou outros objetos.
Observações espectroscópicas do trânsito em diferentes comprimentos de onda permitem explorar a composição atmosférica de um planeta, já que o raio do planeta parecerá maior em regiões do espectro em que a opacidade atmosférica é aumentada devido à absorção da luz estelar por um certo componente químico. Essa técnica, chamada de espectroscopia de transmissão, foi usada em diversos estudos para detectar sódio (Na), água (H2O), e potássio (K) na atmosfera de WASP-17b. As intensas linhas de absorção desses componentes indicam que a atmosfera do planeta não possui cobertura significativa de nuvens ou névoa.
| Planeta | Massa            | Raio          | Semieixo maior (UA) | Período orbital (dias) | Excentricidade | Inclinação    |
| ------- | ---------------- | ------------- | ------------------- | ---------------------- | -------------- | ------------- |
| b       | 0,477 ± 0,033 MJ | 1,932 ± 0,053 | 0,05125 ± 0,00103   | 3,7354845 ± 0,0000019  | 0              | 86,71 ± 0,30° |

| Excentricidade     | Massa (MJ)         | Raio (RJ)          | Densidade (g/cm3)  | Ref.   |
| ------------------ | ------------------ | ------------------ | ------------------ | ------ |
| 0,129+0,106 −0,068 | 0,490+0,059 −0,056 | 1,74+0,26 −0,23    | 0,122+0,072 −0,042 | [ 3 ]  |
| <0,110             | 0,453+0,043 −0,035 | 1,986+0,089 −0,074 | 0,077              | [ 4 ]  |
| 0,028+0,015 −0,018 | 0,486 ± 0,032      | 1,991 ± 0,081      | 0,082 ± 0,012      | [ 9 ]  |
| 0                  | 0,477 ± 0,033      | 1,932 ± 0,053      | 0,0819 ± 0,0064    | [ 6 ]  |
|                    |                    | 1,97 ± 0,06        | 0,083 ± 0,006      | [ 16 ] |
|                    | 0,51               | 1,89               | 0,10               | [ 15 ] |
| 0                  |                    | 1,747 ± 0,078      | 0,121 ± 0,024      | [ 14 ] |